# Wladimir Sergejewitsch Antoschin
Wladimir Sergejewitsch Antoschin (russisch Владимир Сергеевич Антошин; * 14. Mai 1929 in Moskau; † 13. Mai 1994) war ein sowjetischer Schachgroßmeister.
Ihm wurde 1963 von der FIDE der Titel Internationaler Meister verliehen, 1964 dann der Großmeistertitel. Er gewann das Internationale Schachturnier in Zinnowitz 1966. Zwei Mal konnte er mit der sowjetischen Mannschaft die Mannschafts-Weltmeisterschaft der Studenten gewinnen (1955 und 1956), dazu gewann er 1955 eine Goldmedaille am dritten Brett. Im Jahre 1954 erzielte er den zweiten Platz.
In der Holländischen Verteidigung ist die Hort-Antoschin-Variante nach ihm benannt, in der Philidor-Verteidigung trägt die Antoschin-Variante seinen Namen.